# Franciszek Reszka
Franciszek Ksawery Reszka (ur. 12 września 1849 w Olbrachcicach, zm. 10 lutego 1903 w Wodzisławiu Śląskim) – polski duchowny rzymskokatolicki, działacz narodowy na Górnym Śląsku, publicysta.

## Życiorys
Urodził się 12 września 1849 w Olbrachcicach koło Prudnika jako syn rolnika Jakuba i Barbary z domu Nowak. Uczęszczał do gimnazjum w Nysie. Świadectwo dojrzałości uzyskał 17 sierpnia 1869. W latach 1869–1872 studiował teologię na Uniwersytecie Wrocławskim.
28 czerwca 1873 przyjął święcenia kapłańskie. Z powodu kulturkampfu nie mógł być zatrudniony jako pełnoprawny wikary, ponieważ „jego postawa budziła zastrzeżenia władz”. Pracował więc jako „pomocnik duszpasterza” w parafii św. Marii Magdaleny w Racławiczkach w powiecie prudnickim, jednak wykonywał obowiązki pełnoprawnego duszpasterza. Latem 1874 został skazany przez Sąd Powiatowy w Prudniku na 50 talarów grzywny lub 3 tygodnie więzienia za wykonywanie obowiązków duszpasterskich w Racławiczkach bez zgody władz państwowych. Angażował się w prace organizacji polskich. Ożywił działalność Kółka Polskiego w Racławiczkach.
Współpracował z Karolem Miarką i redakcją czasopisma „Katolik”. W kwietniu 1875, w zastępstwie Miarki i Stanisława Radziejewskiego, Reszka objął kierownictwo „Katolika” jako redaktor i nakładca. Pracował z Rudolfem Lubeckim. Za wypowiedzi zamieszczone w numerach 15, 18 i 19 „Katolika” Reszka został skazany na 9 tygodni, a za teksty w numerze 32 na 4 tygodnie więzienia. Zdaniem sądu, miał on wzywać do nieposłuszeństwa wobec władz państwowych, świadomie rozpowszechniając „zmyślone fakty [...], aby budzić niechęć do zarządzeń władz”. Miał także obrazić urzędnika. Był oskarżany o szyderstwo ze starokatolików.
Od grudnia 1875 był poszukiwany listem gończym za wykroczenia przeciw ustawom antykościelnym. Zbiegł za granicę w celu uniknięcia procesów i kar. Miał zamiar zaangażować się w pracę duszpasterską w Stanach Zjednoczonych, jednak zatrzymał się w Rzymie, skąd zwracał się o pomoc pieniężną do biskupa wrocławskiego Heinricha Förstera.
Powrócił na Śląsk i został pomocnikiem duszpasterskim w parafii Wniebowzięcia Najświętszej Maryi Panny w Jaryszowie koło Strzelec Opolskich. W 1886 objął tam obowiązki proboszcza. 5 czerwca 1893 został proboszczem parafii Wniebowzięcia Najświętszej Maryi Panny w Wodzisławiu Śląskim. Zmarł tamże 10 lutego 1903.